# Verbandsgemeinde Saarburg

Lage der Verbandsgemeinde im Landkreis Trier-Saarburg

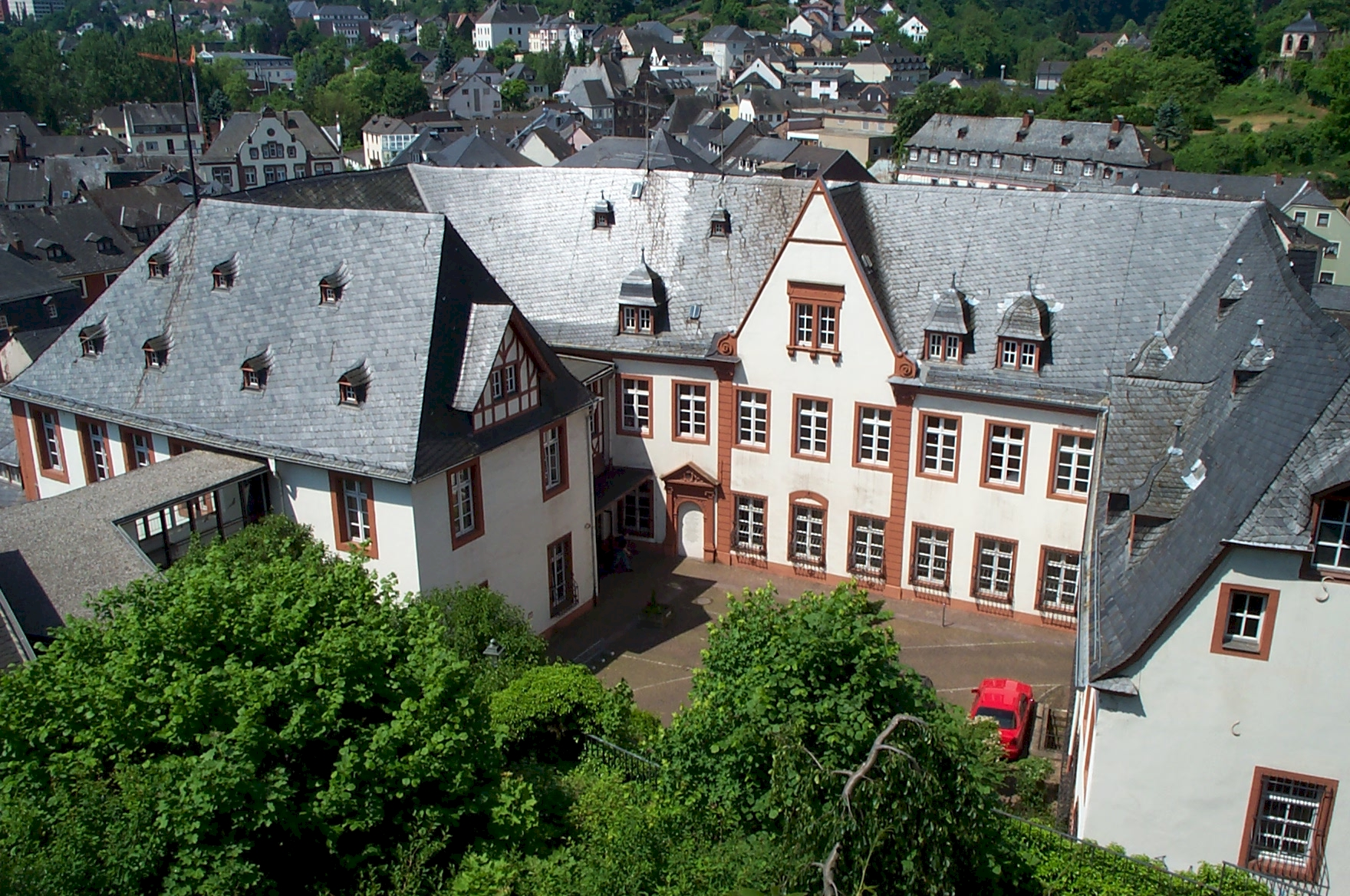
Sitz der Verwaltung der Verbandsgemeinde Saarburg

Die Verbandsgemeinde Saarburg war eine rheinland-pfälzische Verbandsgemeinde im südwestlichen Bereich des Landkreises Trier-Saarburg und wurde gebildet aus der Stadt Saarburg und 15 weiteren, selbständigen Ortsgemeinden.
Sie hatte ihren Verwaltungssitz im Haus Warsberg in Saarburg. Über 23.000 Einwohner lebten in dem 199 km² großen Gebiet.

## Geographie
Die Verbandsgemeinde erstreckte sich von der Obermosel im Westen bis hin zum Hunsrückrandbereich im Osten, im Süden wurde das Gebiet von der Landesgrenze Rheinland-Pfalz/Saarland bestimmt, im Norden grenzte es an die Verbandsgemeinde Konz.
Geographisch teilte sich die Landschaft in drei Ebenen: in die Saartalgemeinden, die gleichzeitig Weinbauorte sind, in die landwirtschaftlich geprägten Saargaugemeinden und in die wein- und gemischtwirtschaftlichen Gemeinden der Obermosel. 
Die Höhen lagen zwischen 140 und 440 Meter.

### Verbandsangehörige Gemeinden
| Name            | Fläche (km²) | Einwohner (1950) | Einwohner (31. Dezember 2017) |
| --------------- | ------------ | ---------------- | ----------------------------- |
| Ayl             | 7,58         | 931              | 1.555                         |
| Fisch           | 6,88         | 302              | 415                           |
| Freudenburg     | 11,00        | 1.396            | 1.775                         |
| Irsch           | 15,21        | 1.249            | 1.517                         |
| Kastel-Staadt   | 5,23         | 455              | 419                           |
| Kirf            | 19,15        | 954              | 824                           |
| Mannebach       | 6,02         | 349              | 327                           |
| Merzkirchen     | 18,21        | 916              | 798                           |
| Ockfen          | 2,46         | 495              | 606                           |
| Palzem          | 21,30        | 1.378            | 1.501                         |
| Saarburg, Stadt | 20,36        | 4.942            | 7.377                         |
| Schoden         | 5,14         | 393              | 691                           |
| Serrig          | 17,63        | 1.431            | 1.657                         |
| Taben-Rodt      | 16,16        | 752              | 786                           |
| Trassem         | 7,53         | 650              | 1.163                         |
| Wincheringen    | 18,72        | 1.543            | 2.170                         |
| VG Saarburg     | 198,70       | 18.136           | 23.581                        |

## Geschichte
Die Geschichte der Gemeinden in der Verbandsgemeinde Saarburg reichte bis in die prähistorische Zeit zurück. Funde aus Stein-, Bronze- und Eisenzeit sowie keltische Wälle zeugten von einer frühen Besiedlung. Während der Römerzeit (1. Jhd. v. Chr. bis 5. Jhd. n. Chr.) wies das Gebiet der Verbandsgemeinde Saarburg eine blühende Villenkultur auf. In fast jeder Ortsgemeinde sind Funde aus der Römerzeit nachweisbar. Die Römer pflanzten erstmals Weinreben an Saar und Mosel und sorgten für eine geordnete Verkehrs-Infrastruktur.
Im 5. Jahrhundert wurden die Römer durch die nach Westen vordringenden Franken vertrieben und das Land verwüstet.
Die Wiederbesiedlung des Saarburger Raumes setzte bereits im 7. Jahrhundert ein. Erste urkundliche Erwähnungen einiger Ortschaften des Verbandsgemeindegebietes fallen in diesen Zeitraum. Die weitere Geschichte der Verbandsgemeinde lässt sich ab diesem Zeitraum anhand von Urkunden verfolgen.
Die Stadt Saarburg, am Fuße der im Jahre 964 von Graf Siegfried errichteten Burg gelegen, erhielt 1291 durch König Rudolf von Habsburg die Stadtrechte. Aufgrund der Stadtrechtsverleihung und seiner geographisch und strategisch wichtigen Lage entwickelte Saarburg eine hervorgehobene Stellung als Zentrum an der unteren Saar. Während der französischen Zeit (1794–1815) wurde Saarburg Kantonssitz und nach 1815 Kreisstadt (Landkreis Saarburg) im Regierungsbezirk Trier der preußischen Rheinprovinz.
Während im Saarburger Land Weinanbau und Landwirtschaft dominierten, blühte in der Stadt Saarburg das Fischerei- und Schifffahrtswesen sowie das Handwerk. Noch im Jahre 1914 besaßen über 80 Saarburger Familien Schiffe. Ehemalige städtische Zünfte weisen auf ein reges Wirtschaftsleben hin.
Bedingt durch die grenznahe Lage des Saarburger Raumes zu Frankreich wurde das Land häufig Schauplatz kriegerischer Auseinandersetzungen. Die kriegerischen Ereignisse, die sich über Jahrhunderte hinweg aneinanderreihten, störten das Wirtschaftsleben bis in die jüngste Zeit empfindlich. Noch im Zweiten Weltkrieg wurde die Bevölkerung des Saarburger Landes zweimal evakuiert und am Ende des Krieges waren die Stadt Saarburg und einige Ortschaften zerstört. Die nach dem Zweiten Weltkrieg einsetzende Entwicklung der Völkerverständigung und wirtschaftlichen Zusammenarbeit zwischen den Ländern Europas trägt im Saarburger Land nun ihre Früchte.
Durch das Achte Landesgesetz über die Verwaltungsvereinfachung im Lande Rheinland-Pfalz wurde die Verbandsgemeinde Saarburg mit Wirkung vom 7. November 1970 neu gebildet. Sie ist Rechtsnachfolgerin der aufgelösten Verbandsgemeinden Palzem, Saarburg-Land und Saarburg-Ost. 
Das Gebiet der Verbandsgemeinde Saarburg deckte sich nahezu vollkommen mit dem Gebiet des ehemaligen Kurtrierischen Amtes Saarburg (Stadt Saarburg, Irscher Pflege und Gaupflege) sowie dem ehemaligen luxemburgischen Gebiet an der Obermosel.
Zum 1. Januar 2019 entstand durch Fusion mit der Verbandsgemeinde Kell am See die neue Verbandsgemeinde Saarburg-Kell.

### Einwohnerentwicklung
Die Entwicklung der Einwohnerzahl, bezogen auf das Gebiet der Verbandsgemeinde Saarburg zum Zeitpunkt der Auflösung, die Werte von 1871 bis 1987 beruhen auf Volkszählungen:
| - 1815 – 09.443 - 1835 – 13.477 - 1871 – 13.903 - 1905 – 16.103 - 1939 – 20.421 | - 1950 – 18.136 - 1961 – 19.925 - 1970 – 20.430 - 1987 – 18.770 - 2017 – 23.581 |

## Politik

### Verbandsgemeinderat
Der Verbandsgemeinderat Saarburg bestand aus 36 ehrenamtlichen Ratsmitgliedern, die bei der Kommunalwahl am 25. Mai 2014 in einer personalisierten Verhältniswahl gewählt wurden, und dem hauptamtlichen Bürgermeister als Vorsitzendem.
Die Sitzverteilung im Verbandsgemeinderat:
| Wahl | SPD | CDU | GRÜNE | FWG | Gesamt   |
| ---- | --- | --- | ----- | --- | -------- |
| 2014 | 9   | 17  | 3     | 7   | 36 Sitze |
| 2009 | 9   | 17  | 3     | 7   | 36 Sitze |
| 2004 | 10  | 19  | –     | 7   | 36 Sitze |

- FWG = Freie Wählergruppe Verbandsgemeinde Saarburg e. V.

### Bürgermeister
- 1971 – 1993 Hans Houy
- 1994 – 2005 Günther Schartz
- 2006 – 2013 Leo Lauer
- 2014 – 2018 Jürgen Dixius, ab 2019 Bürgermeister der Verbandsgemeinde Saarburg-Kell

### Wappen und Flagge
Die Verbandsgemeinde führte ein Wappen und eine Flagge.

## Wirtschaft
Die Stellung des Mittelzentrums Saarburg als Arbeitsplatzstandort für die Bevölkerung der Stadt und des Umlandes zeigt sich in der positiven Pendlerbilanz. Die Zahl der Arbeitsplätze nahm in den letzten Jahrzehnten zu.
Die Wirtschaftsstruktur ist überwiegend mittelständisch geprägt. Die ansässigen Handwerks- und Handelsbetriebe dienen weitgehend der Versorgung von Stadt und deren Einzugsbereich. In ausgewiesenen Gewerbegebieten stehen noch Flächen zur weiteren Ansiedlung von immissionsarmen Betrieben des produzierenden Gewerbes zur Verfügung. Der Wirtschaftsstandort hat enge wirtschaftliche Verflechtungen ins benachbarte Luxemburg.
Trotz gewandelter wirtschaftlicher Strukturen spielt auch heute noch die Landwirtschaft in der Verbandsgemeinde Saarburg, insbesondere auf den fruchtbaren Böden des Saargaues, eine große Rolle.
Als das wirtschaftliche Markenzeichen der Verbandsgemeinde Saarburg kann man den Weinanbau bezeichnen. In Saarburg und in den bekannten Weinbaugemeinden des Saartales wachsen auf steilen Schieferhängen erstklassige Saar-Riesling-Weine mit Weltruf in bekannt guten Lagen heran. An der Obermosel wächst als besondere Rarität der Elblingwein, der u. a. auch zur Herstellung auserlesener Sekte bevorzugt verwandt wird; vermehrt werden hier Burgundersorten produziert und vermarktet. Die Rentabilität der traditionellen Klein- und Familienweinbaubetriebe beruht auf der Herstellung qualitativ hochwertiger Weine sowie auch auf einer gut organisierten genossenschaftlichen Weinvermarktung. Trotz scharfer internationaler Konkurrenz konnten die Winzerbetriebe der Verbandsgemeinde Saarburg ihre Plätze auf dem Absatzmarkt behaupten.

### Tourismus
Die Verbandsgemeinde Saarburg war eingebettet in eine vielfältige Naturlandschaft und es gibt in der Stadt Saarburg und in jeder Ortsgemeinde eine Vielzahl von geschichtlichen und historischen Sehenswürdigkeiten. Besonders erwähnenswert ist der mittelalterliche Stadtkern von Saarburg mit engen Gassen und Winkeln, die historische Burganlage hoch über der Altstadt mit ihren bunten Fischer- und Schifferhäusern sowie der imposante Wasserfall der Leuk im Stadtzentrum.
Seit Anfang der 1970er Jahre wurde der Tourismus in der Verbandsgemeinde durch besondere Maßnahmen gefördert.

Neben den zahlreichen historischen Sehenswürdigkeiten stand den vielen Tausend Urlaubern ein breites Spektrum an Freizeit- und Erholungseinrichtungen zur Verfügung. Zu erwähnen sind hier insbesondere die vielen Sportzentren, das moderne Erlebnis-Freibad und das familienfreundliche Freizeithallenbad, Sommerrodelbahn, Greifvogelpark, Städtisches Museum und Kulturtreffpunkt „Amüseum“, Museum Hackenberger Mühle, Glockengießerei-Museum, Sportboothafen, Rudersportanlegestelle, Schiffsanlegestelle für Passagierfahrten, Tanzlokal, Reitstadion, Tennis- und Kegelhalle usw. Die Stadthalle in Saarburg steht für kulturelle und sonstige Veranstaltungen zur Verfügung. Für Naturliebhaber gibt es gut ausgebaute Rad- und Wanderwegenetze, Nordic-Walking-Routen sowie themenorientierte Lehrpfade innerhalb der Verbandsgemeinde. 

### Verkehr
Durch das Gebiet der Verbandsgemeinde führten die Bundesstraßen 51 (an der Saar), 407 (teilweise Hunsrückhöhenstraße) und 419 (an der Obermosel) sowie weitere Landes-, Kreis- und Gemeindestraßen.